# Анговил сир Е
Анговил сир Е (фр. Angoville-sur-Ay) насеље је и општина у северној Француској у региону Доња Нормандија, у департману Манш која припада префектури Кутанс.
По подацима из 2011. године у општини је живело 252 становника, а густина насељености је износила 37,5 становника/km². Општина се простире на површини од 6,72 km². Налази се на средњој надморској висини од 48 метара (максималној 54 m, а минималној 5 m).

## Демографија
| 1962. | 1968. | 1975. | 1982. | 1990. | 1999. | 2011. |
| ----- | ----- | ----- | ----- | ----- | ----- | ----- |
| 165   | 222   | 213   | 172   | 202   | 230   | 252   |

График промене броја становника у току последњих година